# ヤドカリ
ヤドカリ（宿借、寄居虫）は、十脚目ヤドカリ上科 Paguroidea のうち、主として巻貝の貝殻に体を収めてそれを背負って生活する甲殻類の総称。こうした生態が、「宿を借りる」にたとえられて、和名では「ヤドカリ」と呼ばれる。日本語古語での表現は「かみな」（転じて「かむな」「かうな」「がうな」「ごうな」など）であった。英語の「hermit crab」（「隠遁しているカニ」といった意味）、中国語の「寄居蟹」も、貝殻に入って暮らすことに由来する。貝殻の代わりに、ヒトが排出したプラスチックなどのゴミを利用することも多い（後述）。
狭義のヤドカリと言えるヤドカリ上科は世界で1000種以上が棲息する。十脚目にはカニやエビも含まれるが、ヤドカリの体形は貝殻等に収められるよう変形している。

## 特徴

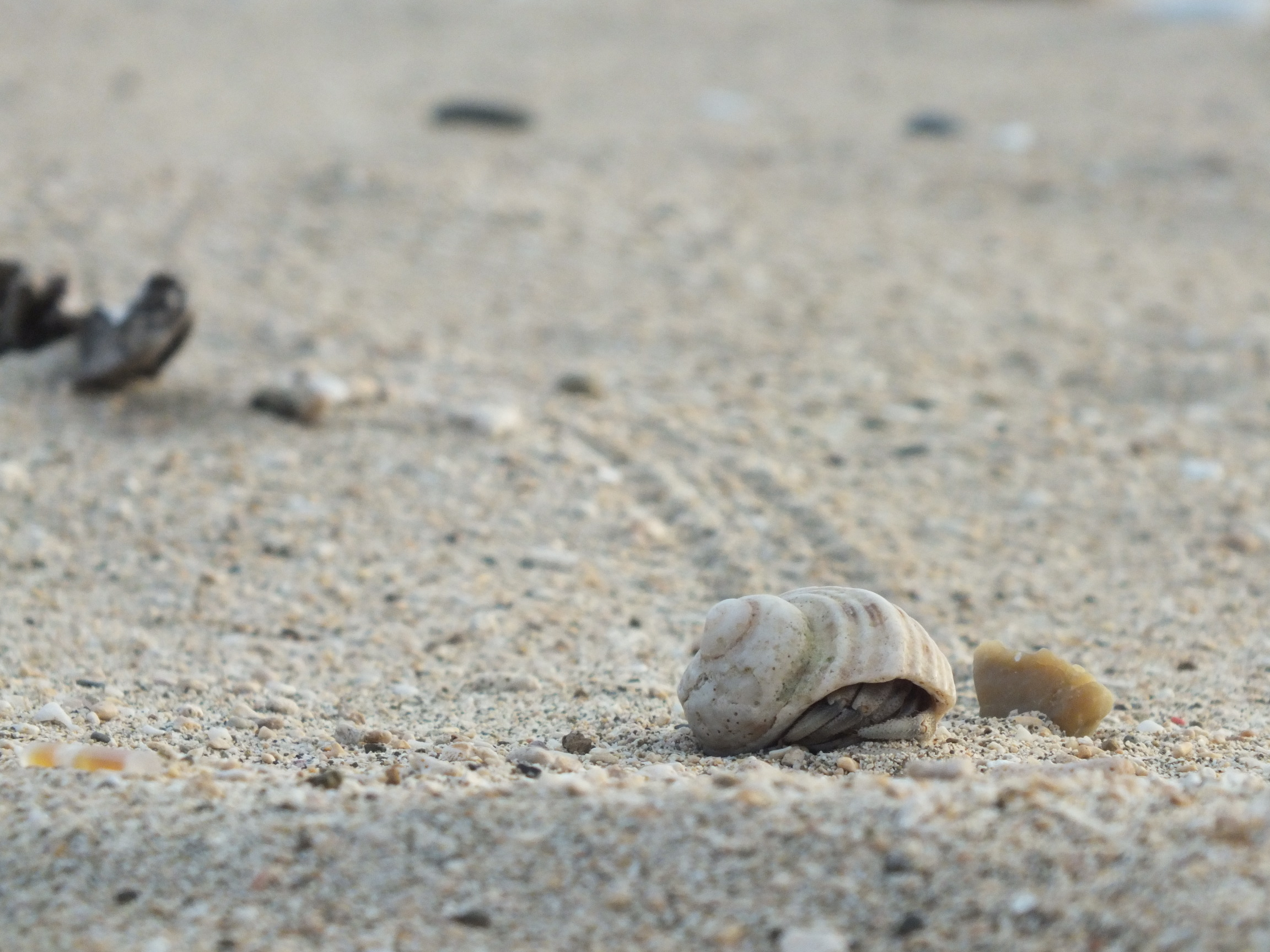
砂浜に軌跡を残しながら移動するヤドカリ（久米島アーラ浜）

体は頭胸部と腹部に分かれる。胸脚の第一対は太く発達した鋏脚で、多くの場合は左右不対称である。大きい方の鋏は、体を貝殻に引っ込めた時に入り口に蓋をするのに使われる。歩脚として使われるのは第2・第3対の2対であり、残りの第4・第5胸脚は短くなって貝殻を保持するために使われる。腹部は長く柔らかい袋状で、巻貝の殻に合わせて螺旋状となる。腹部の関節は不明瞭で、付属肢は左側だけが残り、右側は退化している。尾脚は鉤状で、貝殻内部に体を止める役割を担うが、種類によっては欠くものもいる。
但し同じヤドカリ上科でも、ツノガイヤドカリ科 Pylochelidae (Pomatochelidae)は腹部に関節があり、後方にまっすぐ伸びてエビ類に似る。この形態はヤドカリ上科共通のグラウコトエ幼生 Glaucothoe に似ており、ツノガイヤドカリ科はヤドカリ上科の中でも原始的な部類とされている。
多くが潮間帯から水深数百mの深海底までに生息し、種類によって汽水域、波打ち際、岩礁、サンゴ礁、砂泥底等の環境に棲み分ける。亜熱帯から熱帯では、海岸付近の陸上で生活するオカヤドカリ類 Coenobita もいる。日本の海岸ではホンヤドカリ Pagurus filholi、ユビナガホンヤドカリ P. minutus、ケアシホンヤドカリ P. lanuginosus、イソヨコバサミ Clibanarius virescens、ケブカヒメヨコバサミ Paguristes ortmanni 、太平洋沿岸の潮下帯ではオニヤドカリAniculus aniculus、イシダタミヤドカリDardanus crassimanus、ソメンヤドカリD. pedunculatus、オイランヤドカリD. lagopodesなどがよく見られる。
普段は貝殻から頭胸部だけを出して歩き回り、危険を感じると、素早く殻の中に引っ込み、発達した鋏脚で殻の口に蓋をする。食性は雑食性で、藻類、生物遺骸、デトリタス等を食べる。天敵はタコや肉食魚の他、カラッパやイボイワオウギガニ等の大型のカニ類に捕食されることもある。ヒトも食用や釣り餌に利用するため天敵となる（後述）。
卵は小さく、孵化した子はゾエア Zoea、グラウコトエ Glaucothoeという幼生期を経て小さなヤドカリの姿に変態し、海底生活に入る。陸上生活をするオカヤドカリ類も、幼生時は海で成長する。

### ヤドカリの食用
食用の海産物として一般的ではないが、一部地域では食用にされる。三浦半島南端の城ヶ島（神奈川県三浦市）では、夏はイセエビ漁で小さめのオニヤドカリが、冬はヒラメ漁で大型のケスジヤドカリが混獲される。軟らかい腹部を味噌汁の具にしたり、焼いたり、刺身にしたりする。食べた後に水を飲むと甘く感じられることから、「アマガニ」という地方名がある。
沖縄県では2023年、天然記念物のオオヤドカリを、中国人観光客が食用目的で捕獲して摘発される事件が起きている。

## ヤドカリと貝殻
ヤドカリ類の腹部は軟らかく防御に適さないが、これは常に巻貝の殻の中で守られているためである。巻貝の殻は、殻の主が死んで空になった物の中から大きさの合うものを選んで利用する。また、ヤドカリが成長した時には新しい殻に引越しをしなければならない場合もある。殻の大きさは、その入り口に鋏を当てて大きさを測るという。ダートマス大学のマーク・レイドルの研究によれば、他の個体と比較しリフォームを繰り返す個体ほど性器のサイズが大きい。中には体の半分ほどの性器を持った個体もいた。
ヤドカリ類は一般に巻貝の殻を使うが、特殊なものとしては、ツノガイの殻を使うツノガイヤドカリ Pomatocheles jeffreysii、死サンゴ等の穴に入るヤッコヤドカリ Cancellus mayoae、二枚貝の殻を背負うカイガラカツギ Porcellanopagurus japonicus 等がある。カンザシヤドカリ Paguritta vittataは生きたサンゴの穴で生活する。その他、放置された巻貝に形が似たゴミ（ペットボトルの蓋など）で代用するヤドカリも観察されている。
なお、カンザシヤドカリは頭胸部を巣穴から出し、羽毛状に毛が生えた第2触角（長く目立つ触角）を振り回し、そこに付着したプランクトンやデトリタスを口で拭い取って食べる。こうした第2触角を用いた微粒子の濾過摂食は殻を持ち運べる自由生活のヤドカリにもよく見られ、例えば日本の干潟でも生息するテナガツノヤドカリ Diogenes nitidimanus も羽毛状の触角を上下に振る行動を行う。
海岸での観察においては、目につく場所で動いている貝はほとんどがヤドカリ入りである。これは生きている貝が物陰に隠れている事が多いからでもあるが、ヤドカリが常に「住宅難」に晒されているためでもある。一般に生物の個体数は、限定要因と呼ばれる、その生物が必要とする諸条件のうち最も限られた資源の量によって決まると言われる。ヤドカリにとって限定要因になっているのが食物などではなく、巣として使える殻であると考えられる証拠がいくつか知られている。そのために殻の奪い合いが起きることは珍しくなく、他個体が入った殻からその主を追い出し奪い取る行動も見られる。また、ヤドカリの生息する干潟の一定区画に微小な巻貝の死殻を大量にばら撒くと、ゾエアから変態したばかりの稚ヤドカリの生残率が著しく上昇してヤドカリの個体群密度が高くなることも知られている。時には貝殻を得るために生きている貝を襲い、中身を捕食して貝殻を背負うといった行動も観察されている。
他者の殻に間借りすることは、硬く大きな殻や外骨格の形成に必要なエネルギーを縮減できるメリットがあると考えられるが、一方で自弁できない殻への依存がヤドカリの生存や大型化の阻害要因になっていることが、殻を捨てて大型に進化したヤドカリの仲間の存在からもうかがえる。現生甲殻類でも最大級となるヤシガニは、幼体のうちはヤドカリ同様、柔らかい腹部を貝殻等に収めて身を守るが、成長と共に腹部にも強固な外骨格が再形成され、別途殻を必要としなくなる。またタラバガニも、ふんどし（エビやヤドカリの腹部が退化して体の下側に平たく折りたたまれた部位）が左右非対称で片側にしか付属肢がなく、過去には殻を被るヤドカリの姿であったことがわかる。殻を捨てる以外にも、深さのある巻貝ではなく平たい二枚貝の殻を利用し、通常のヤドカリとの競争を回避するように形態が特殊化した種や、後述するように、他動物との共生によって、殻を変えなくて済むようになっている種もある。
水族館などではヤドカリの全体を観察できるように、巻貝の貝殻に似せたガラスを用意して住み着かせて展示されることもある。

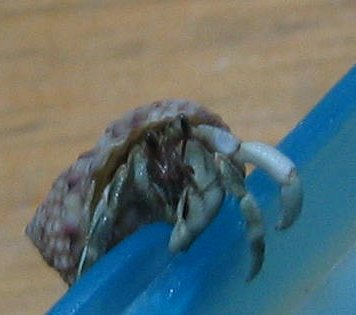
オカヤドカリの一種。イシダタミの殻に入っている。
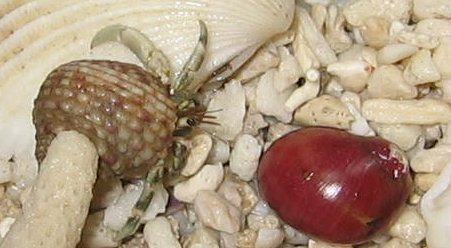
新物件発見
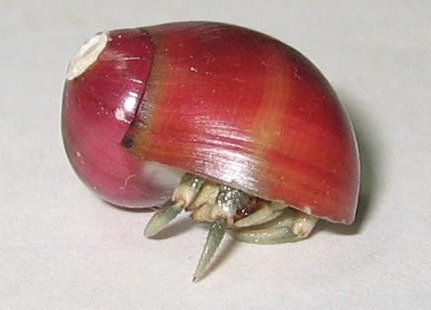
引越し終了
- 奄美大島にて

## 刺胞動物との共生

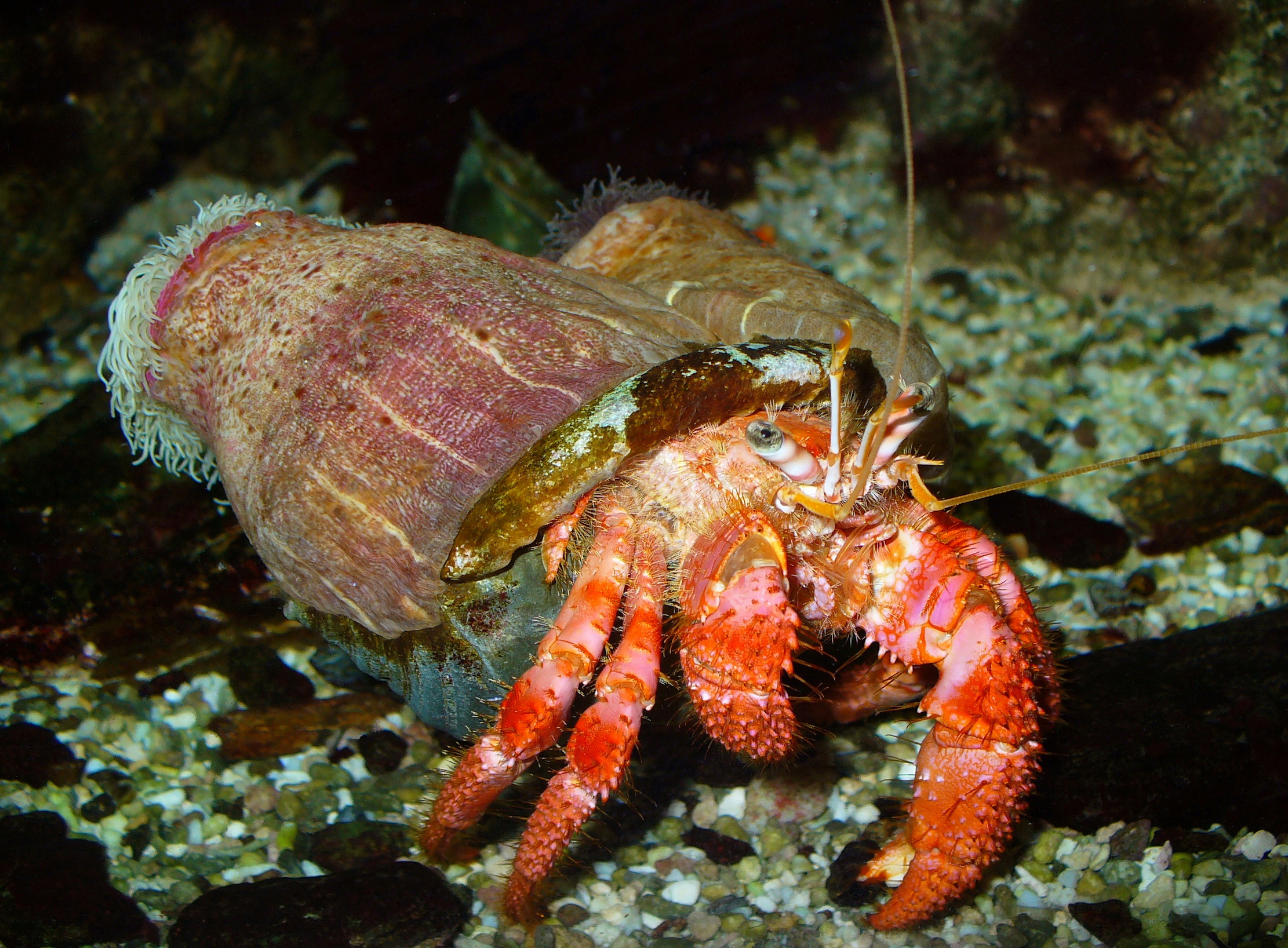
イソギンチャク (Calliactis parasitica) を背負うヤドカリ (Dardanus calidus)

ヤドカリのうち多くの種が、刺胞動物のうちのイソギンチャク類と共生する。日本でよく見られるのは大型の浅海生種ソメンヤドカリ、ケスジヤドカリ Dardanus arrosor が背負った殻の上にベニヒモイソギンチャク Calliactis polypus、ヤドカリイソギンチャク C. japonica が共生する例である。他にもトゲツノヤドカリ Diogenes edwardsii の大鋏にヤドカリコテイソギンチャク Verrillactis paguri が付着するなど、いくつかの共生関係が知られる 。
これらのイソギンチャクの中には、自らヤドカリの殻に住み着く傾向を持つものもあり、また、ヤドカリの種によっては、イソギンチャクを見つけると自分の殻の上にそれを移し替える行動をとるものがある。その場合、イソギンチャクの基部をヤドカリが鋏で刺激するとイソギンチャクは素直に基盤を離れる。
この関係では、イソギンチャクは移動することができるようになること、付着する基盤がない砂泥底の部分にも進出できるなどの利点がある。ヤドカリの側では、イソギンチャクの刺胞によって、タコなどの天敵から身を守ることができる。つまり、互いに利益がある相利共生の関係である  。
さらに関係が進んだ例として、深海生のユメオキヤドカリ Paragiopagurus diogenes、イイジマオキヤドカリ Sympagurus dofleini などでは共生したイソギンチャクが分泌物でクチクラ質の「殻」を作り、その中にヤドカリが入る。ヤドカリの成長にあわせて殻も大きくなるので、ヤドカリは引っ越しをする必要がない。また、ヤドカリがイソギンチャクに餌をやることも観察されている。
イソギンチャク以外では、スナギンチャク類のヤドカリスナギンチャクやヤツマタスナギンチャクがやはりヤドカリの殻を覆って成長する。また、ヒドロ虫類のイガグリガイウミヒドラ Hydrissa sodalis は、イガグリホンヤドカリ Pagurus constans の住む貝殻に育ち、次第に成長すると、殻が大きくなるように成長する。表面からたくさんの棘を伸ばすことからこの名がある。

## 下位分類
ヤドカリ上科は6科に分けられる。過去にはタラバガニ科 Lithodidae をヤドカリ上科に含む見解もあったが、De Grave らによる新分類（2009年）ではタラバガニ科はタラバガニ上科 Lithodoidea という別上科へ移されている。
- オカヤドカリ科 Coenobitidae Dana, 1851 - ヤシガニ（1属1種）とオカヤドカリ属15種の2属16種
- ヤドカリ科 Diogenidae Ortmann, 1892 - 24属458種、うち化石種は11属46種
- ホンヤドカリ科 Paguridae Latreille, 1802 - 79属572種、うち化石種は7属62種
- オキヤドカリ科 Parapaguridae Smith, 1882 - 10属76種
- ツノガイヤドカリ科 Pylochelidae Bate, 1888 - 10属42種。Pomatochelidae Stebbing, 1914 とする文献もある
- 科（和名なし） Pylojacquesidae Mclaughlin et Lemaitre, 2001 - 2属2種